# Sahelanthropus tchadensis

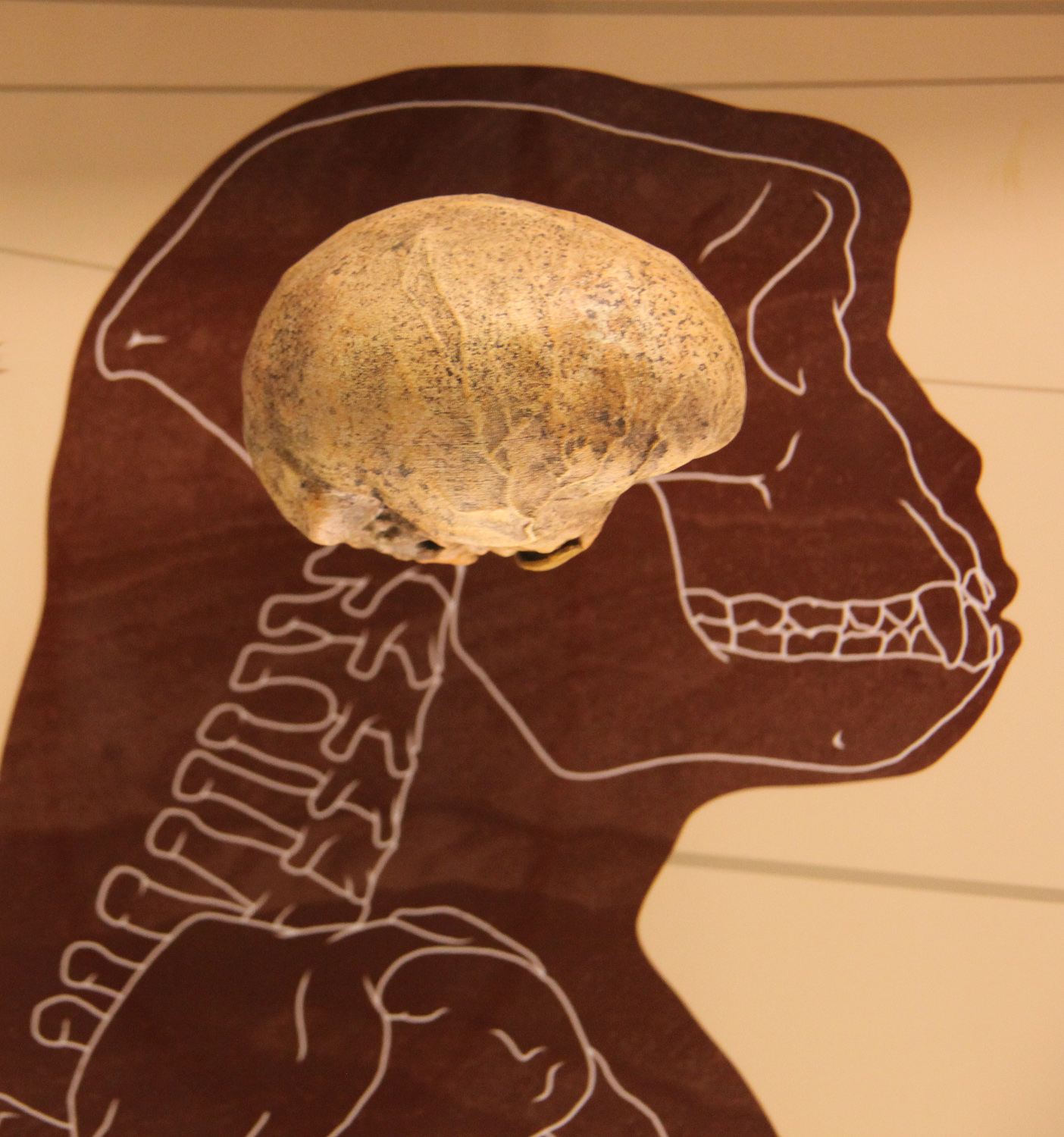
Recreación del Museo Smithsoniano de Historia Natura.l

Sahelanthropus o sahelantropo, es un género extinto de homínido datado hace unos 7 millones de años, durante el Mioceno tardío. La especie tipo, Sahelanthropus tchadensis, cuyos fósiles fueron hallados en el desierto del Djurab, en el norte de Chad, por un equipo franco-chadiense, se anunció por primera vez en 2002, basándose principalmente en un cráneo parcial, apodado Toumaï. Se hallaron nueve restos craneales y poscraneales, correspondientes al menos a seis individuos, incluyendo un cráneo completo que fue apodado Toumaï ("Tumai" en grafía española). Se estima que la antigüedad de los restos es de 6 a 7 millones de años (Mesiniense, Mioceno final). 
Su descubrimiento tuvo lugar el 19 de julio de 2001 por el equipo dirigido por Alain Beauvilain en la región de Toros Menalla de la actual república de Chad, a 150 kilómetros al oeste de otro hallazgo realizado en 1995, donde fue encontrado Australopithecus bahrelghazali.
Es, posiblemente, una de las especies más antiguas conocidas del árbol genealógico humano. La posición filogenética definitiva de Sahelanthropus dentro de los homínidos es incierta. Inicialmente se describió como un posible homínido ancestral tanto de los humanos como de los chimpancés, pero interpretaciones posteriores sugieren que podría ser un miembro temprano de la tribu Gorillini o un tronco homínido fuera de los homínidos. Los exámenes del esqueleto postcraneal de Sahelanthropus también indicaron que este taxón no era un bípedo habitual.
Se descartó su parentesco con otros homínidos, ya que sus rasgos no se corresponden con ninguna otra especie homínida anterior y sí está mucho más cerca de los homininos.

## Restos fósiles
A la fecha del hallazgo, el hipodigma de Sahelanthropus tchadensis, es decir, todos los fósiles atribuidos a esta especie, se limita tan solo a nueve restos craneales y poscraneales correspondientes a por lo menos seis individuos. Estos restos fueron hallados en tres sitios, TM 266, TM 247 y un cuarto en TM 292, situados a pocos kilómetros el uno del otro en el sector de Toros-Menalla. Los restos poscraneales (bajo el cráneo) constituyen un fémur izquierdo de homínido, perfectamente identificable, encontrado por Beauvilain el 19 de julio de 2001 junto al cráneo. Los nómadas, autores de un probable enterramiento del cráneo, habían colocado este fémur en una posición de húmero. Todos estos fósiles estaban contenidos en la misma capa sedimentaria: Antracotheriid Unit (AU).
Estos fósiles, descubiertos entre julio de 2001 y marzo de 2002, son:
- Un cráneo incompleto, holotipo de la especie mencionada bajo el código TM 266-01-060-1, que presenta una deformación (compresión súper baja y aplastamiento del lado izquierdo asociado con grietas y deformaciones plásticas). Estos son los primeros restos descubiertos el 19 de julio de 2001 por Ahounta Djimdoumalbaye. Este cráneo es apodado Toumaï.
- Cuatro mandíbulas parciales o fragmentarias, dos de las cuales se publicaron en 2002 en la primera publicación de la especie (TM 266-01-060-2: fragmento de sínfisis con alvéolos canino e incisivo, TM 266-02-154-1: fragmento derecho con un P3 fragmentario, y la continuación P4-M3) y dos publicados en 2005 (TM 292-02-01: partes faltantes de la mandíbula parcial después de la P2, TM 247-01-02: rodamiento del fragmento del cuerpo mandibular derecho la continuación P3-M3).
- Cuatro dientes aislados (TM 266-01-447: brote superior derecho M3, TM 266-01-448: superior derecho I1, TM 266-02-154-2: canino inferior derecho, publicado en 2002 y un superior derecho P3, TM 266-01-462, publicado en 2005).
- Una diáfisis del fémur izquierdo (TM 266-01-063).[7]

Si bien fue posible reconstruir el cráneo, es difícil tener una idea clara de cómo era el resto del cuerpo.

## Características
Se cree que vivió en zonas pantanosas. Su cráneo se presenta como de aspecto simiesco y pequeño, aunque de faz breve y dientes pequeños, en particular los colmillos, los cuales se asemejan mucho a los de los humanos. Su arco supraorbital es muy prominente y semejante al de los chimpancés. No presenta cresta craneal; su volumen cerebral es aproximadamente de 350 cm³, similar al de los chimpancés modernos y una cuarta parte del de los humanos (1500 cm³). Tiene rostro alto y poco prognato, caninos relativamente pequeños y ausencia de espacio entre los dientes. La inferida posición del cráneo con referencia al cuerpo podría sugerir un indicador de posición bípeda alternada. Podría ser el antecesor de Ardipithecus ramidus.

## Polémica alrededor del fémur de Toumaï
Quince años después del descubrimiento del fósil, el antropólogo Roberto Macchiarelli, profesor de la Universidad de Poitiers y miembro del Museo de Historia Natural de París, sospechó que Michel Brunet y su laboratorio de Poitiers podrían haber bloqueado información sobre un fémur que probablemente corresponde a un primate, el cual fue encontrado cerca del cráneo, pero que el laboratorio habría sido lento para identificarlo como tal; este hueso puede cuestionar el carácter bípedo de Toumaï.

## Etimología
El nombre genérico Sahelanthropus deriva de Sahel, la región del descubrimiento, y anthropos es hombre en griego. Así que, literalmente, significa "hombre del Sahel". El nombre específico tchadensis refiere a Chad, país en el que se encontró este homínido.
El espécimen hallado fue bautizado coloquialmente entre los antropólogos como Tumai (aunque está difundida la grafía francesa Toumaï), palabra que en idioma kanuri significa «esperanza de vivir»; así son llamados en el Sahel los niños que nacen en la estación seca.

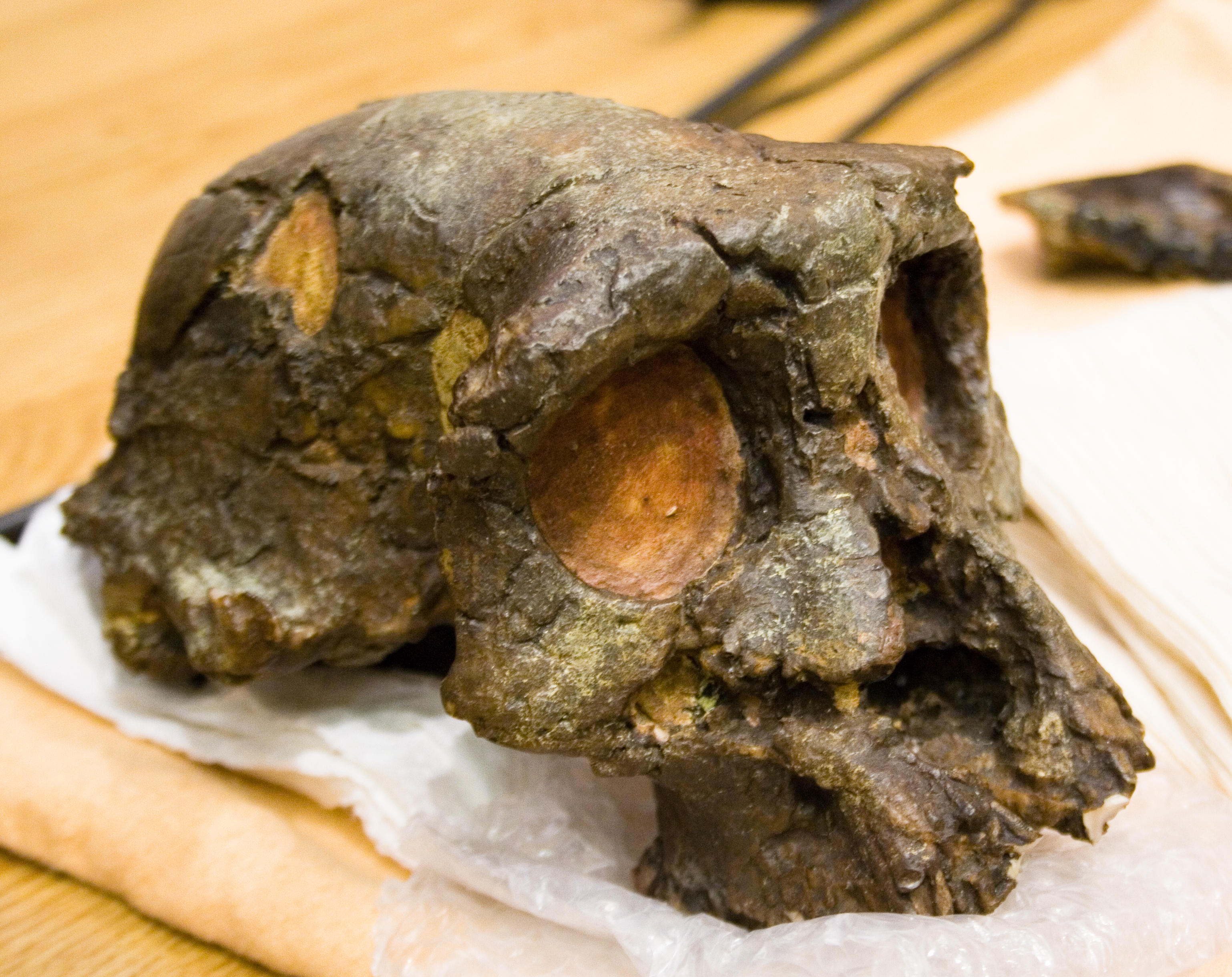
Cráneo de Toumaï durante una conferencia de Michel Brunet en la Universidad de Fribourg, el 10 de septiembre de 2008.
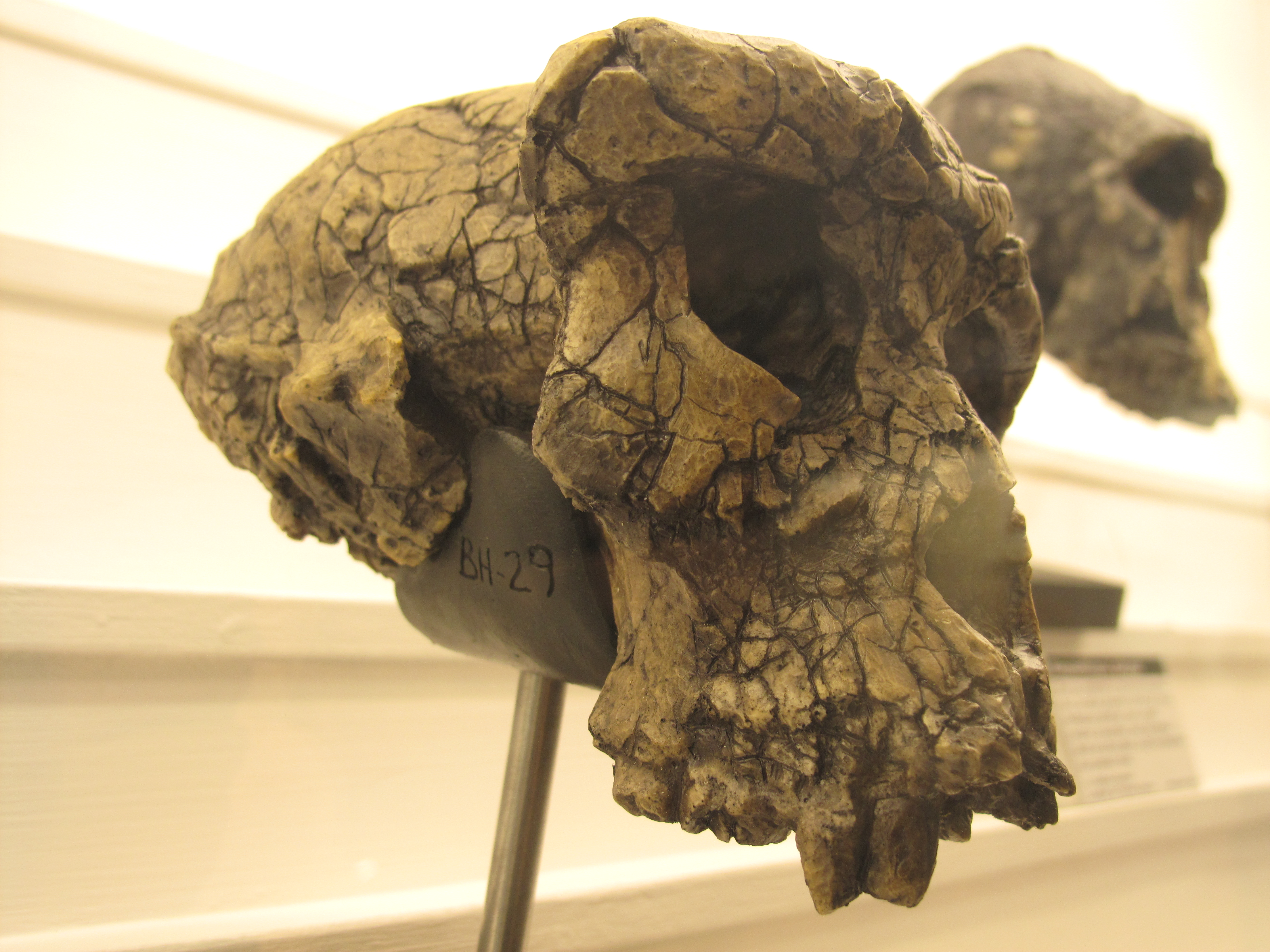
Toumaï (vista lateral) en el Museo de Historia Natural de Rumin.
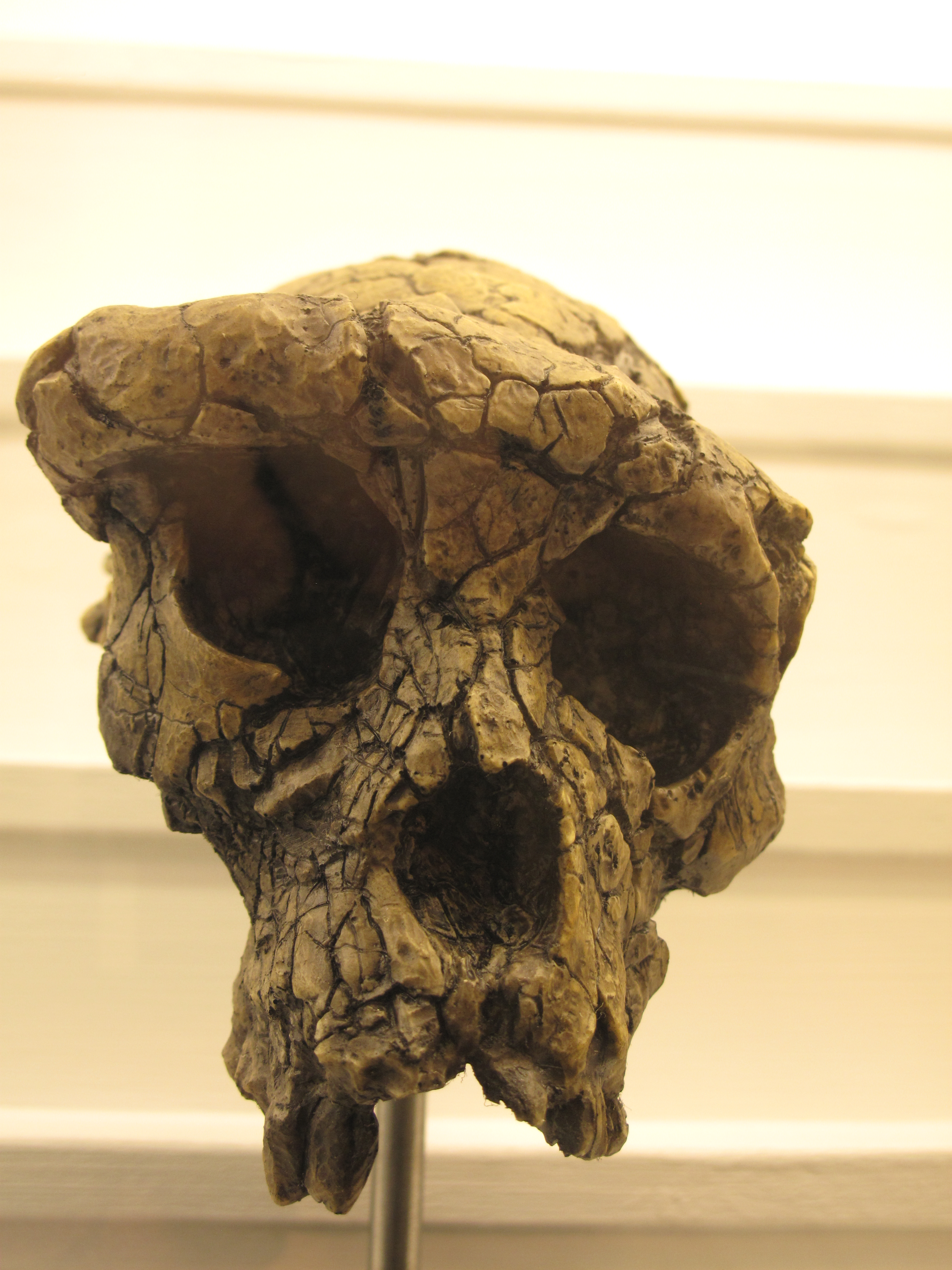
Toumaï (vista frontal) en el Museo de Historia Natural de Rumin.
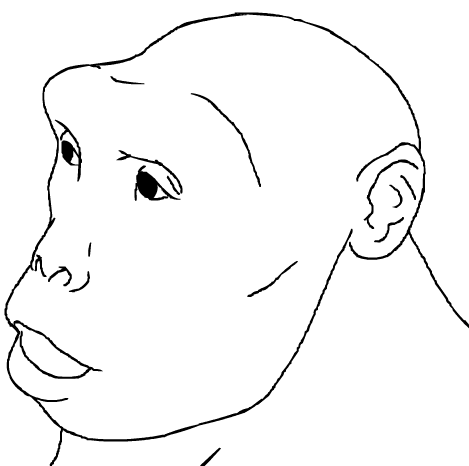
Dibujo de su posible aspecto.